# Rus (Volk)

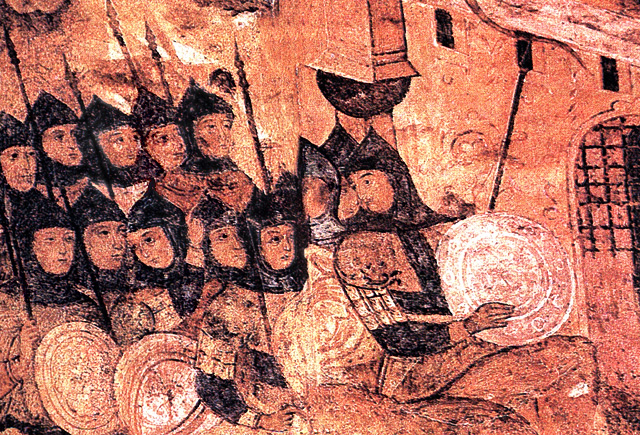
Die Rus an den Mauern von Konstantinopel

Die Rus waren ein historisches Volk in Osteuropa, das der gleichnamigen Region ihren Namen gab. Die überwiegende Position unter Historikern ist, dass die Rus aus Skandinavien stammten und somit Waräger (Wikinger) waren, die sich im 8. Jahrhundert an den Flussrouten zwischen der Ostseeregion und dem Byzantinischen Reich ansiedelten. Als Krieger und Fernhändler schufen sie in diesem überwiegend von ostslawischen Stämmen bewohnten Gebiet, das im Altnordischen Garðaríki genannt wurde, ein mittelalterliches Großreich, die Kiewer Rus, in der sie die herrschende Dynastie der Rurikiden stellten. Bis zum 11. Jahrhundert assimilierten sie sich allerdings mit der slawischen Mehrheitsbevölkerung. Nicht zu verwechseln sind die Rus mit dem altrussischen Volk, das einer Theorie zufolge in den folgenden Jahrhunderten aus der Verschmelzung verschiedener Stämme in der Kiewer Rus entstanden ist.

## Herkunft und Etymologie

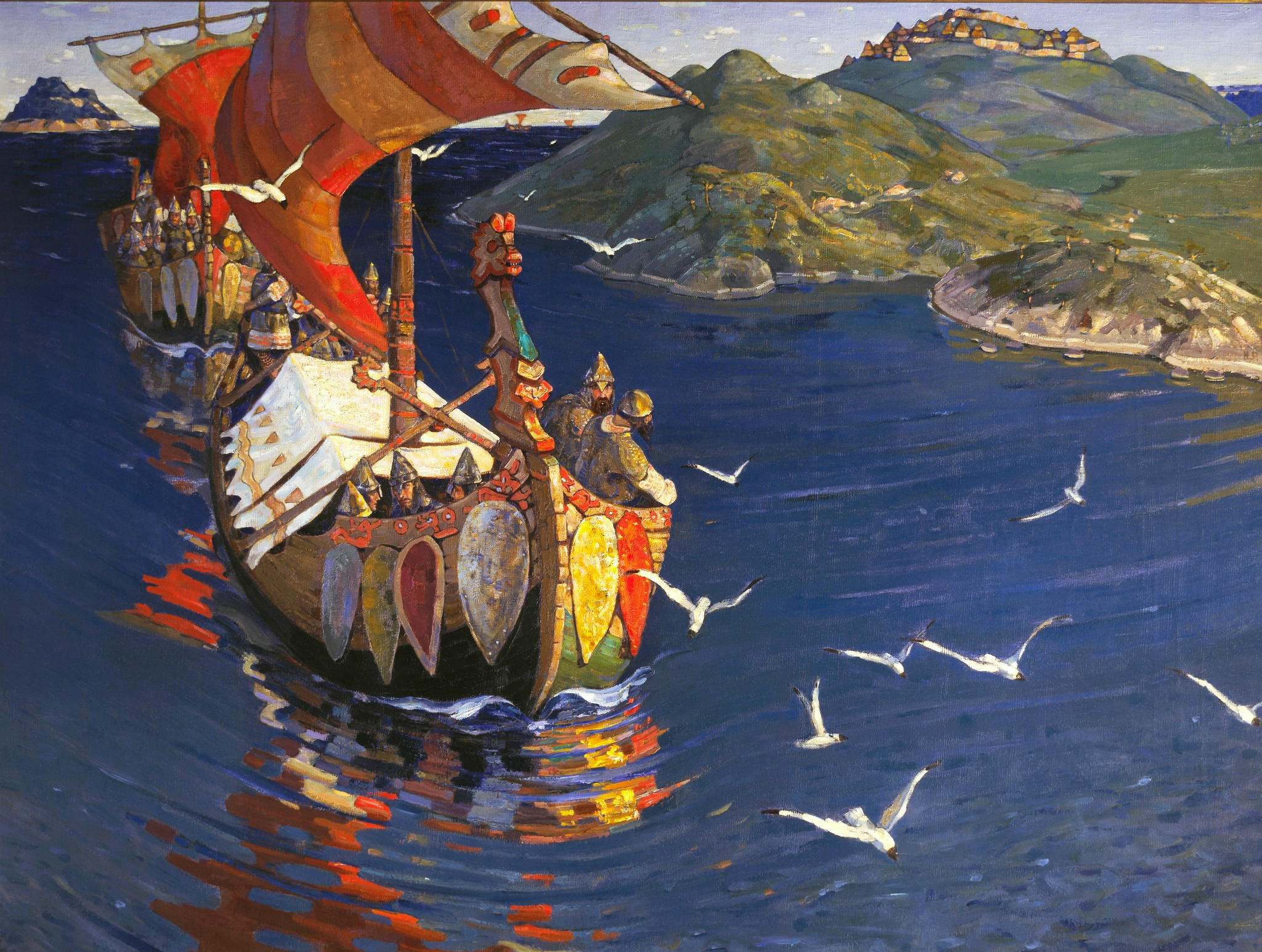
„Gäste aus Übersee“. Nicholas Roerich, 1901

Die heute von der Mehrzahl der Wissenschaftler vertretene Herkunftstheorie ist die normannische Theorie, nach welcher sich der Name von der finnischen Bezeichnung für „Schweden“ / „Nordgermanen“ hergeleitet, Ruotsi, oder von ihrer mutmaßlichen Heimat in Schweden, Roslagen. Das finnische „Ruotsi“ ist aus dem altgermanischen bzw. altnordischen Wort roðr für Ruderer entlehnt. Die Rus, welche auch Waräger genannt wurden, waren demnach Volksgruppen aus dem schwedischen Raum, die an der Schwelle zur Wikingerzeit in den Nordwesten Russlands einwanderten, worauf Funde aus dem 7. bis 9. Jahrhundert in Lettland sowie aus dem 750 gegründeten Ladoga hindeuten. In weniger als einem Jahrhundert breiteten sie sich nach Südosten (nach den Annales Bertiniani für das Jahr 839) bis an die Grenzen des byzantinischen Reiches und (nach Abu'l Qasim Ubaid'Allah ibn Khordadbeh für das Jahr 840) des Abbasiden-Kalifates aus. Der Schatzfund von Staraja Ladoga enthält orientalische Münzen und skandinavische Fundstücke aus der Zeit um 750, woraus zu schließen ist, dass zu dieser Zeit Ostfahrer bereits Zugang zu orientalischem Silber hatten. Auch in Grobiņa (Lettland) wurden mehrere skandinavische Felder mit Hügelgräbern und Gräberfelder (Flachgräber) mit Brandbestattungen aus der Vendelzeit gefunden. Neueste historische Untersuchungen gehen jedoch davon aus, dass Rus kein Ethnonym war, sondern eine generelle Bezeichnung für Verbände von Flussnomaden, die sich aus verschiedenen Ethnien und Stämmen zusammensetzten. In der Nestorchronik, der Hauptquelle zur Kiewer Rus, spielen die Rus und die Waräger eine herausragende Rolle. Rus ist dort die Bezeichnung für ein Volk oder die Gesellschaftsschicht, die die Macht ausübte, und Rus wurde auch zum Namen ihres Gebietes, ähnlich wie die Wörter Böhmen oder Ungarn. Die Zahl der einwandernden Waräger lässt sich allerdings heute nicht mehr bestimmen.
Eine weitere Theorie über den Ursprung des Wortes „Rus“ geht von einem indo-arischen Ursprung aus. Dieser sogenannten alanischen Theorie zufolge hat das Wort eine indo-arische Wurzel ruksa-/ru(s)sa- („hell, hell“) und „Rus“ wird mit „Weiße Seite“ übersetzt. Die Anwesenheit von nicht-assimilierten Alanen in den Siedlungen und Städten der frühen Kiewer Rus ist archäologisch belegt. Allerdings wird diese Theorie von den meisten Wissenschaftlern zurückgewiesen. Die alanische Theorie wird vor allem deshalb als unwahrscheinlich angesehen, weil Alanen eher im Süden der Rus lebten, zudem in nur sehr geringer Zahl. Überdies waren die Alanen in der frühen Rus nicht so gut organisiert wie die skandinavischen Raubhändler.
Die dritte Theorie ist slawisch. Anhänger dieser Theorie vermuten, dass die Menschen entweder nach dem Namen des Flusses Ros, dem rechten Nebenfluss des Dnjepr, oder nach dem Namen der Stadt Rusa (heute Staraja Russa) benannt wurden. Die protoslawische Wurzel rud-/rus- (rusyj) bedeutet „rot“. „Rus“ war außerdem in der altslawischen Sprache ein Wortstamm für Wasser und ist heute in Wörtern wie Русло (Flussbett), Роса (Morgentau) sowie im Verb орошать (bewässern) erhalten. Rus könnte demnach nicht zwangsläufig ein Stammesname sein, sondern die Bezeichnung für jegliche Menschen, die die Flüsse befuhren. Ein Stamm von Rossomonen (Ros-Mannen) wurde schon im 6. Jahrhundert bekannt, lange vor der Ankunft der Waräger. Diese Theorie erfreute sich in der Sowjetunion großer Beliebtheit, wird aber außerhalb der Gemeinschaft Unabhängiger Staaten (GUS) kaum vertreten.
Eine von nur sehr wenigen Historikern vertretene Theorie ist die folgende: Der Name wird vom westslawischen Stamm der Ranen (Rujanen) hergeleitet, die am Ostseehandel sowie an den Expeditionen der Waräger intensiv teilgenommen haben. Der Name des russischen Dynastiegründers Rurik wird aus dem westslawischen Rarog abgeleitet.
Als Rus zur Bezeichnung eines Herrschaftsbereiches geworden war, wurde „die Rus“ zur Bezeichnung der Bewohner dieses Bereiches – unabhängig von ihrer Stammeszugehörigkeit. Dies ist jedoch kein hinreichender Beleg dafür, dass sich die Bevölkerung der Kiewer Rus als einheitliches Volk verstanden hat.

### Die Herkunft der Rus in der Geschichtsschreibung
Während in der Zeit vor dem 18. Jahrhundert russische Historiker von einem slawischen Ursprung der Rus ausgingen, stellten erstmals der deutsche Historiker und Philologe Gottlieb Siegfried Bayer in den 1720er und 1730er Jahren sowie etwas später August Ludwig von Schlözer, die beide an der Sankt Petersburger Akademie der Wissenschaften arbeiteten, die These eines skandinavischen Ursprungs der Rus auf. Hierbei beriefen sie sich auf die Nestorchronik. Im 19. Jahrhundert griffen Vilhelm Thomsen und Ernst Eduard Kunik diese Theorie auf. Ausgrabungen zu Gräbern aus dem 9. Und 10. Jahrhundert haben dann die Präsenz nordischer Krieger nahe Nowgorod und an der Newa bestätigt, welche zentrale Orte der Kiewer Rus waren. Die Waräger-Runensteine zeugen als weitere Quellen für die Reisetätigkeit und Anwesenheit der Waräger auf dem Gebiet der Rus. Auf weiteren Daten aufbauend, wird der Name des Volkes auch in der jüngeren – internationalen und russischen – Forschung überwiegend vom altnordischen roðr für „Rudern, Rudermannschaft“ abgeleitet – und wäre dann sprachhistorisch verwandt mit den Namen Roslagen und Ruotsi (finnisch für das Land „Schweden“).
Von manchen russischen Forschern wurde die Nestorchronik aber als unzureichende Quelle angesehen, und entsprechende Theorien vermuten, dass die Rus Südslawen vom ukrainischen Fluss Ros waren. Diese Position der sogenannten „Anti-Normannisten“ stammt aus einem politisch motivierten Revisionismus der UdSSR. Der allgemeine Konsens in der Historiographie geht von einem skandinavischen Ursprung der Rus aus.

## Geschichte

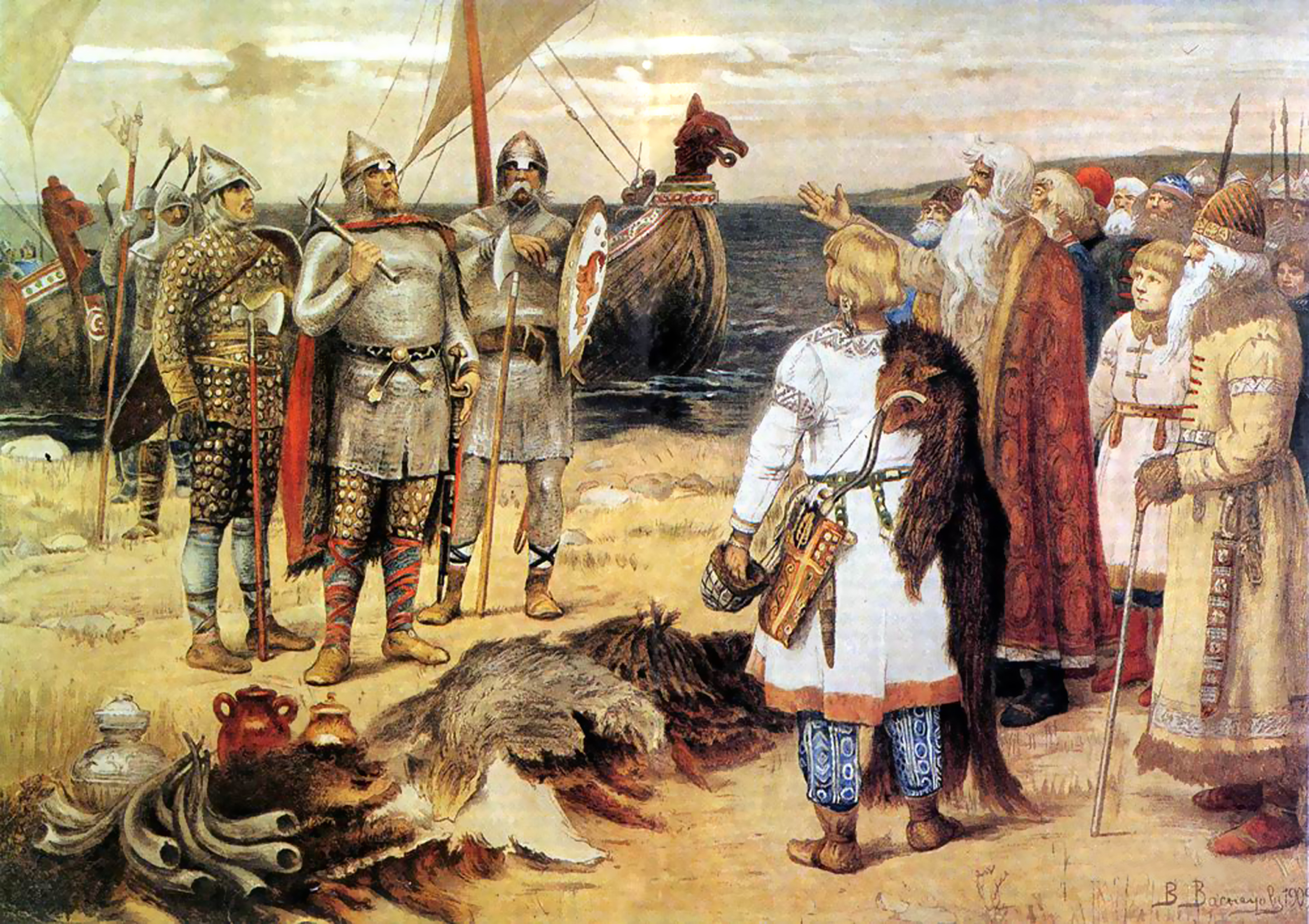
Die Einladung der Waräger. Wiktor Wasnezow, 1909

Der Nestorchronik zufolge wurden die Waräger von mehreren slawischen und finno-ugrischen Völkern des Gebiets um Nowgorod zunächst vertrieben. Allerdings wurden wenig später Rurik und seine Bruder aus dem Volk der Rus gerufen, um als neutrale Herrscher die Stammesfehden zu beenden. Der Herrschaftsbeginn Ruriks in Nowgorod im Jahre 862 wird traditionell als der Beginn der russischen Staatlichkeit angesehen. Neben dem Staat Ruriks, der zu dieser Zeit neben Nowgorod auch Städte wie Isborsk, Beloosero, Polozk, Rostow und Murom umfasste, gab es am mittleren Dnepr zu dieser Zeit ein anderes politisches Gebilde, das von Askold und Dir beherrscht wurde. Auch sie gehörten den Rus an, waren jedoch nicht mit Rurik verwandt. 860 unternahmen sie einen erfolgreichen Feldzug gegen Konstantinopel. Im Jahre 882 konnte Ruriks Gefolgsmann Oleg, aus dem Norden kommend, beide Herrschaftsgebiete vereinen. Dies gilt als der Beginn der Kiewer Rus. Bald machten die Rus alle ostslawischen Stämme tributpflichtig und vergrößerten ihr Reich. Mit Swjatoslaw I. trug erstmals ein Rus-Fürst einen slawischen Namen. Wenig später assimilierten sich die Rus vollständig unter den Slawen, hinterließen jedoch ihren Namen als Bezeichnung der Region und der Staatlichkeit.

## Schriftliche und archäologische Zeugnisse der mittelalterlichen Rus

### Schriftliche Quellen
Die bedeutendsten Quellen über Rus und die Waräger sind die Nestorchronik in all ihren Varianten und Überlieferungssträngen sowie die mit ihr verwandten, aber teilweise abweichenden Chroniken aus dem 12. und den folgenden Jahrhunderten. Danach sind die griechischen und arabischen Quellen zu nennen, des Weiteren der Reisebericht des Norwegers Ottar über seine Fahrt um das Nordkap zum Eismeer, wahrscheinlich bis Archangelsk. Aus dem 10. Jahrhundert gibt es in den Sagas verstreute Berichte über Unternehmungen nach Rus (Garðaríki). Auch existieren in Schweden einzelne Runensteine mit Namen von Warägern und einigen Unternehmungen in Rus. In Pilgårds wurde ein Runenstein gefunden, der von einer Fahrt eines Warägers um das Jahr 1000 an den Dnjepr berichtet.

### Archäologie
Mit Kulturzeugnissen der Rus ist erst Ende des 10. bis 11. Jahrhunderts zu rechnen. Ältere Zeugnisse sind nur in Verbindung mit den Wasserstraßen am Dnepr zu finden. Eine skandinavische Besiedlung im 8. Jahrhundert ist für Staraja Ladoga belegt. Aus dem 10. Jahrhundert gibt es skandinavische/nordgermanische Bestattungsplätze im oberen und mittleren Dnepr-Gebiet und auch an der Wolga. Auffallend ist die Häufung religiöser Gegenstände, zum Beispiel Thorshammerringe. Enge Beziehungen nach Skandinavien sind noch bis ins 11. Jahrhundert festzustellen. Auf der anderen Seite hat die nomadische Bevölkerung auch die Kultur der Rus beeinflusst, was in der Bewaffnung zum Ausdruck kommt. Es sind neben dem Schwert auch der Säbel, der Kettenpanzer und Bogen (oft Reflexbogen) nachweisbar. Bevorzugt wurden Pfeilspitzen mit Dorn.
Einen Wendepunkt bedeutete die Taufe Wladimirs im Jahre 988. In Kiew entstand eine Monumentalarchitektur. Aber im Gegensatz zur westlichen Romanik wurden die Bauten nicht aus Stein, sondern in Ziegeln ausgeführt. Im ostslawischen Siedlungsgebiet fällt die Vielzahl der Devotionalien auf, zum Beispiel Reliquiarkreuze, Kreuzanhänger und steinerne Ikonenanhänger. Früher hielt man sie für byzantinische Erzeugnisse, heute werden sie als lokale Erzeugnisse gewertet. Üblich war die Körperbestattung. Trotz Christianisierung verschwanden im Osten die bei den Westslawen nicht mehr gebräuchlichen Grabhügel nicht ganz. Im dörflichen Umfeld sind Grabhügel noch bis ins 12., stellenweise sogar bis ins 13. Jahrhundert verwendet worden, oft mit relativ reichen Grabbeigaben.

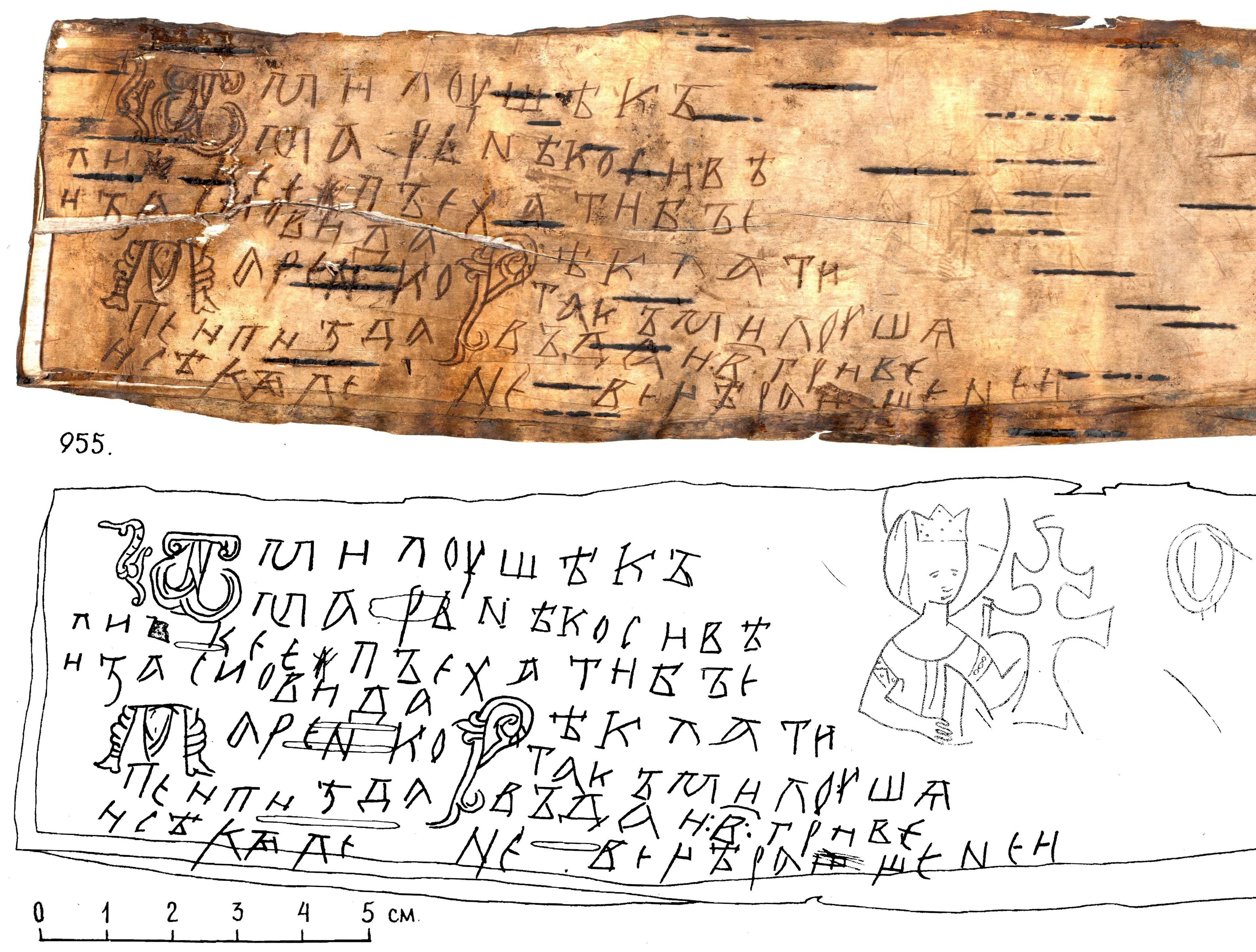
Eine Birkenrindeurkunde aus Nowgorod

Charakteristisch für die Rus ist die Birkenrinde als Schreibmaterial. Es sind ungefähr 1000 Birkenrindenurkunden aus der Zeit zwischen der ersten Hälfte des 11. bis zum 15. Jahrhundert, besonders aus Nowgorod und Smolensk, gefunden worden.
Auffallend ist, dass kaum eigene Münzen geprägt wurden. Es sind lediglich 340 Münzen der Rus bekannt. Sie stammen von Wladimir I. und Swjatoslav aus dem südlichen Reichsteil und von Jaroslaw dem Weisen aus dem nördlichen Reichsteil, auch aus Skandinavien.
Die Beziehungen zu Byzanz führten in der Metallverarbeitung der städtischen Zentren zu einem einzigartigen Qualitäts-Niveau. Die Tracht fürstlicher Frauen wies Schmuckstücke mit Zellenemail, Granulation, Filigran und Niello auf. Verbreitet waren außerdem Silber-Armreife, die mit geometrischen oder Pflanzenmotiven vergoldet wurden. Ebenso sind Glasarmringe aus dem 12. und 13. Jahrhundert überliefert. Viele Bestandteile der Trachten waren aus Bronze, zum Beispiel Gürtelschnallen.
Zu den byzantinischen Importwaren sind die Weinamphoren zu rechnen. Byzantinischer Einfluss macht sich auch an glasierter Keramik bemerkbar.
Aus Mitteleuropa wurden Reliquien importiert und andere Erzeugnisse exportiert, wie die Kiewer Ostereier oder Spinnwirtel aus Owrutscher Schiefer, die von Schweden bis Mähren verbreitet sind.

## Bedeutung der Rus im Hochmittelalter

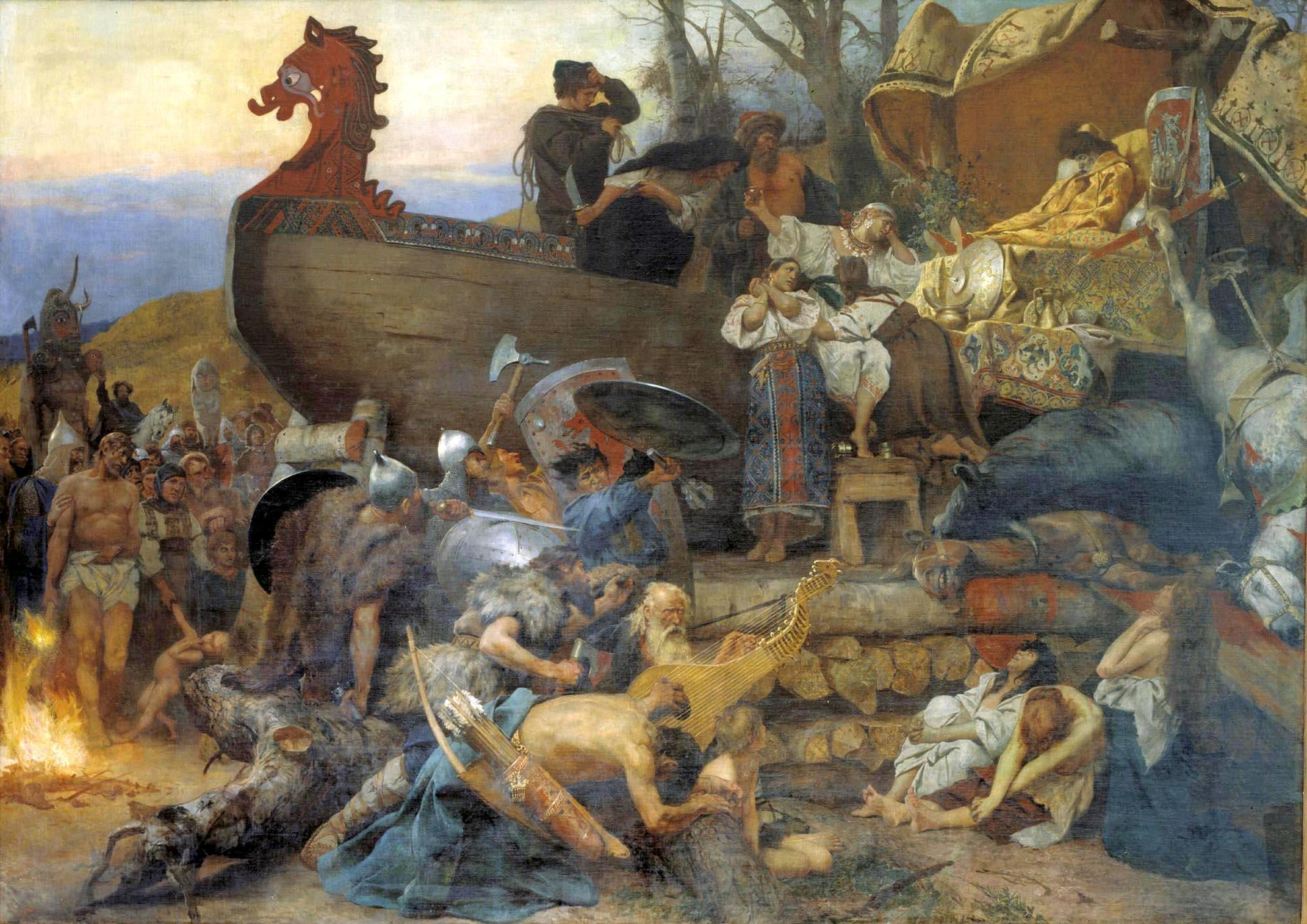
Das Begräbnis eines noblen Rus-Kriegers. Henryk Siemiradzki, 1884.

Die Wikingerzeit wird im Westen nach Ereignissen wie der Plünderung von Lindisfarne und der Schlacht von Stamford Bridge auf die Spanne zwischen 793 und 1066 angesetzt. Im Osten gibt es eine vergleichbare Einteilung nicht. Die früheste Nachricht stammt aus 839. Dort werden Svear unter ihrem Anführer Rhos erwähnt, die, aus Byzanz heimkehrend, den Rhein abwärts fahrend in Ingelheim landen.
Die Unternehmungen der Rus wichen nach klassischer Vorstellung charakteristisch von den im Westen operierenden Wikingern ab, wie sich auch die geografischen Verhältnisse ihres Wirkungsraumes stark unterschieden (Küsten im Westen, mit Flüssen durchzogenes Binnenland im Osten). Im Westen ging die Fahrt vor allem über das Meer, im Osten entlang der Flüsse. Im Westen kamen die Wikinger bald an die Grenzen des Frankenreiches, während sie im Osten auf viele kleine Herrschaftsbereiche und Stämme stießen. Auch die Motive der Fahrten waren andere. Während im Westen die Beherrschung von Gebieten im Vordergrund stand, waren es im Osten, den Darstellungen der Nestorchronik folgend, vor allem der Handel und die Sicherung weiterer wichtiger Handelsrouten.
In der russischen Forschung hat man demgegenüber, ohne die Bedeutung des Handels zu bestreiten, die kriegerische Rolle im Gefolge der lokalen Fürsten stärker hervorgehoben, was ebenfalls in der Nestorchronik erwähnt ist.

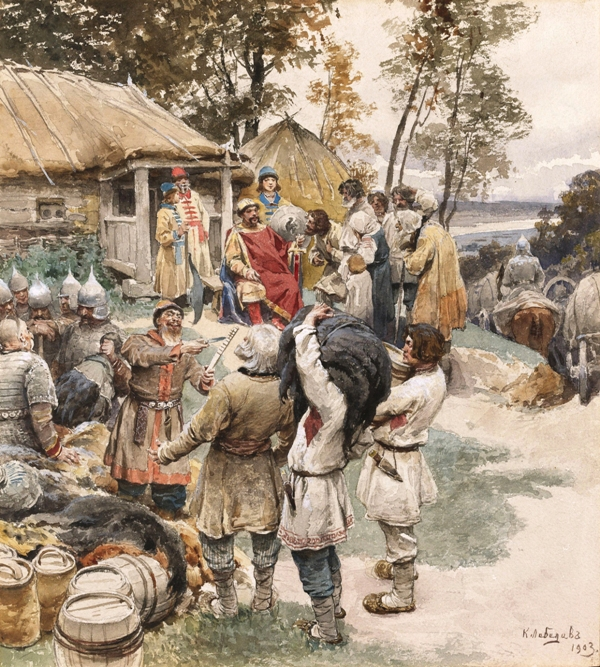
Fürst Igor treibt Tribut bei den Drewlanen ein. Bild von Klawdi Lebedew, 1908

Die Waräger wollten offenbar aus diesem Gebiet abschöpfen, was für den Fernhandel tauglich war. Haupthandelswaren waren Pelze, Honig und Wachs, die auf die griechischen und orientalischen Märkte geliefert wurden. Dabei kamen ihnen die Erfahrungen im Bootsbau für den Transport auf den Flüssen und im Fernhandel zugute. Zu Beginn beschaffte man sich die Waren durch Tribute (jeder Haushalt musste jährlich ein Eichhörnchenfell abliefern), später sahen die Einheimischen den Nutzen der Warenlieferung gegen Bezahlung an die großen Sammelstellen, zum Beispiel Kiew. Waräger Kriegergarden blieben aber aktiv, um für den Zusammenhalt des Reiches zu sorgen. Diese Waräger griffen 860, 912, 941, 944, 970 und 988 mit ihren Schiffen Konstantinopel an. Weitere Angriffsziele waren Städte am Kaspischen Meer (u. a. Abaskun), das Reich der Wolgabulgaren, das Chasarenreich und der Balkan.
Peter Sawyer hat sich mehr auf die gefundenen orientalischen Silbermünzen bezogen und den Aspekt der Plünderung hervorgehoben. Sein Hauptargument ist, dass Skandinavien zur damaligen Zeit gar nicht genügend Waren, die auf dem orientalischen Markt gefragt waren, habe liefern können, außer denen aus der näheren Umgebung. So schnell, wie die Münzen nach ihrer Prägung in den Norden gekommen seien, liege die Plünderung oder eine Tributleistung näher. Diese Auffassung ist aber auf Kritik gestoßen.
Der durch die verbesserte Infrastruktur bedingte wirtschaftliche Aufschwung lockte die Petschenegen an, einen Reiternomadenstamm, deren Gebiet im Süden und Südosten des Reiches nur einen Tagesritt von Kiew entfernt war. Als Reaktion darauf wurden auf den Hochufern der Zuflüsse des Dnjepr Burgenketten errichtet, die außerdem dauernd bemannt und mit Nachschub versorgt werden mussten, wozu Geld und Kämpfer aus dem ganzen Reich nötig waren. Aufgrund dieser Unterstützung durch die Reichsteile im Westen und Norden bezeichnete man die südlichen und südöstlichen Reichsteile, in die die Abgaben großteils flossen, bald als Rus im engeren Sinne. Schon für das Jahr 912 ist bezeugt, dass die Städte in den bedrohten Gebieten den höchsten Rang im Reich innehatten, und so gewannen auch die einheimischen Stämme bald das gesellschaftliche Übergewicht gegenüber den auf Schiffen operierenden skandinavischen Handelsleuten, worauf heute die rasche Slawisierung der Skandinavier in Rus zurückgeführt wird.
Es besteht die Besonderheit, dass zwar aus den Quellen und archäologisch eine Einwanderung aus Schweden belegt ist, sich aber im Unterschied zu skandinavischen Einwanderungen im Nordseegebiet so gut wie keine Orts-, Flur oder Flussnamen aus dem Skandinavischen finden lassen (wobei zu berücksichtigen ist, dass die Ortsnamensforschung dort noch am Anfang steht). Sie wird auf eine gewisse zumindest anfängliche Abschottung der Ethnien in verschiedenen Quartieren der Siedlungen mit geringen wechselseitigen Kontakten zurückgeführt. Auch blieb eine kulturelle oder technische Übernahme aus. Der Schiffbau blieb Domäne der Waräger. Nach ihrer Slawisierung geriet die Technik in Vergessenheit.